# Kristian Hauger
Kristian Asbjørn Hauger (* 24. Oktober 1905 in Kristiania; † 18. Oktober 1977 in Oslo) war ein norwegischer Pianist, Orchesterleiter und Komponist der Jazz- und Unterhaltungsmusik. Er schrieb Hits, Operetten-, Film- und Bühnenmusiken sowie Kinderkomödien. Sowohl als Orchesterleiter und Komponist als auch als Funktionär hatte er einen herausragenden Platz in der norwegischen Popmusik. 

## Leben und Wirken
Hauger, der ein großbürgerliches Elternhaus hatte, erhielt eine fundierte Musikausbildung. 1921/22 studierte er Musiktheorie bei dem Komponisten Gustav Fredrik Lange (1861–1939). Von 1921 bis 1925 war er Klavierschüler bei dem Pianisten und Komponisten Nils Larsen (1888–1937).
Hauger zeigte bereits als Jugendlicher Interesse am Jazz und war um 1923 Mitglied von Le Jazzbandette. 1924 gehörte er zu Famous Players und zum Pan Jazzorkester. Von 1925 bis 1928 leitete er die Casino Danceband und dirigierte von 1928 bis 1930 eine Band im Osloer Bristol. Seine erste Komposition war 1927 der preisgekrönte Charleston i Grukkedalen, der in Norwegen ein Erfolg war, so dass er rasch einem größeren Publikum bekannt wurde. 
Zwischen 1932 und 1938 leitete er das Kristian Haugers Radiodanseorkester, das im Norsk rikskringkasting spielte; mit einem Studioorchester nahm er unter eigenem Namen auch in den Schallplattenstudios von Odeon und Telefunken eine große Zahl seiner eigenen Kompositionen auf, die später zum Teil wieder aufgelegt wurden. Im Laufe seiner Karriere verfasste Hauger etwa tausend Melodien. Neben Tanznummern und Schlagern komponierte er auch Operetten und Bühnenmusiken für das Osloer Central Theatre und das dortige Chat Noir sowie Filmmusiken.
Hauger ergriff 1937 die Initiative zur Gründung der Norsk Slagerkomponistforening (ab 1964 dann Foreningen Norske Underholdningskomponister), deren Vorsitzender er bis 1972 war. Zwischen 1940 und 1973 war er zudem abwechselnd im Vorstand, Aufsichtsrat und Bewertungsausschuss der norwegischen Verwertungsgesellschaft TONO tätig.